# バコハジメ
バコ ハジメは、日本の漫画家。長野県上田市築地出身
。長野県上田高等学校出身、多摩美術大学情報デザイン科出身。

## 来歴
大学在学中、『週刊少年サンデー』（小学館）の「まんがカレッジ」に投稿。2012年1月に努力賞、2013年6月に月例賞大賞を受賞。
2014年、同誌2015年2・3合併号よりデビュー作となる『ドリー・マー』の連載を開始。
2018年、『血と灰の女王』が「次にくるマンガ大賞 2018」Webマンガ部門で7位を受賞した。

## 作品リスト
- 『ドリー・マー』小学館〈少年サンデーコミックス〉全4巻（『週刊少年サンデー』2015年2・3合併号[2] - 2015年40号[4]） - デビュー作[1]。
- 『血と灰の女王』小学館〈裏少年サンデーコミックス〉全25巻（『裏サンデー』および『マンガワン』2016年12月30日[5] - 2025年5月13日[6]）